# 가미가타 요스케
가미가타 요스케(일본어: 上形 洋介, 1992년 9월 25일 ~ )는 일본의 축구 선수이다.

## 구단 경력
그는 2015년부터 2024년까지 J리그의 V-파렌 나가사키, 도치기 SC, 반라우레 하치노헤, 기라반츠 기타큐슈에서 활동하였다.